# Strmec (Zagreb)
Strmec je naselje u sastavu Grada Zagreba. Nalazi se u gradskoj četvrti Brezovica.

## Stanovništvo
Prema popisu stanovništva iz 2001. godine, naselje je imalo 613 stanovnika te 174 obiteljskih kućanstava.

Prema popisu stanovništva 2011. godine naselje je imalo 645 stanovnika.
| broj stanovnika | 226   | 235   | 215   | 259   | 320   | 362   | 451   | 480   | 488   | 477   | 485   | 506   | 587   | 520   | 613   | 645   | 585   |
|                 | 1857. | 1869. | 1880. | 1890. | 1900. | 1910. | 1921. | 1931. | 1948. | 1953. | 1961. | 1971. | 1981. | 1991. | 2001. | 2011. | 2021. |

## Sport
- NK Omladinac Odranski Strmec, nogometni klub